# 尚贝里主教座堂

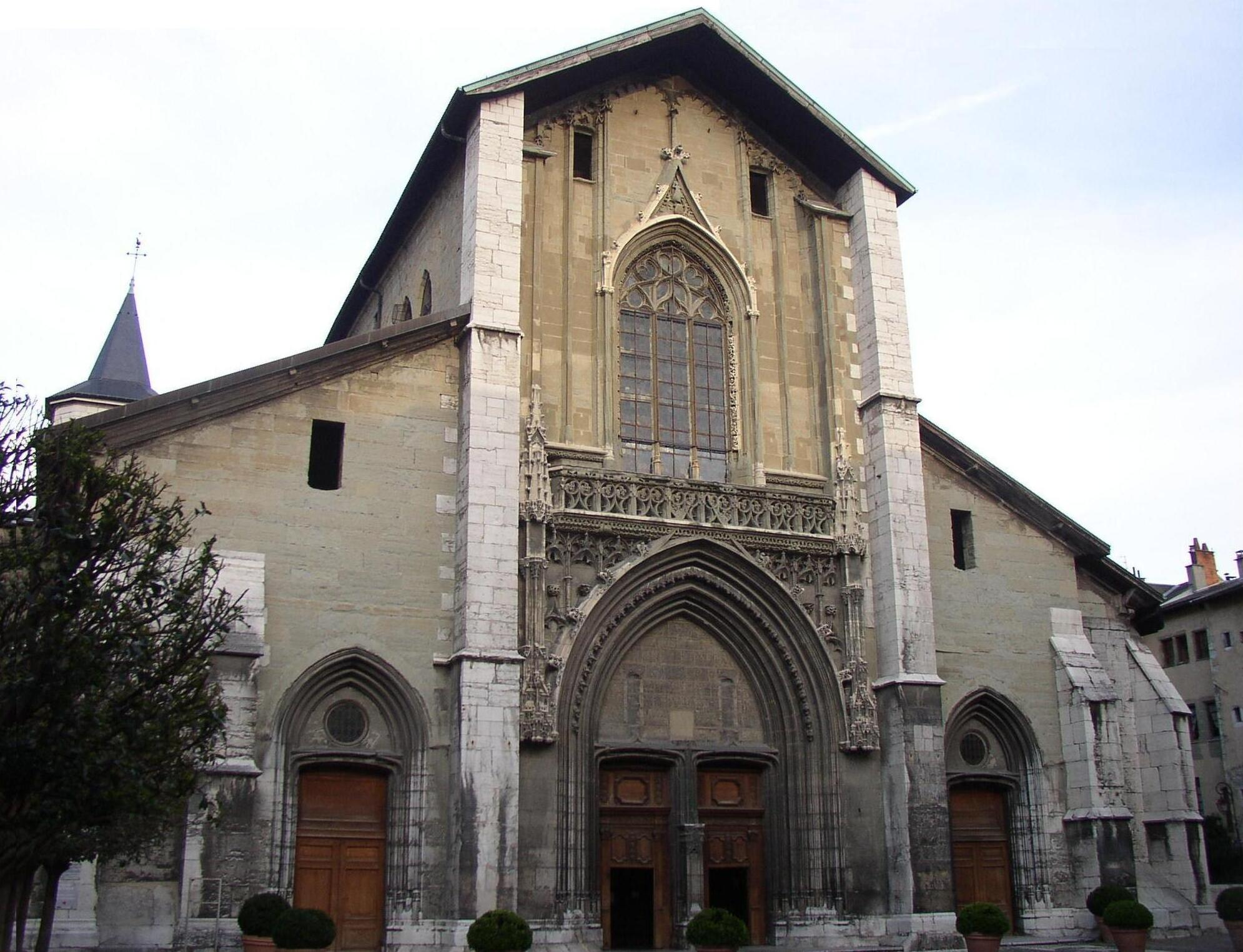
尚贝里主教座堂

尚贝里圣方济各沙雷氏主教座堂（法語：Cathédrale Saint-François-de-Sales de Chambéry）是天主教尚贝里总教区的主教座堂，位于法国尚贝里，被列为法国国家古迹。
该堂为15世纪建筑，原为方济各会小堂，修建在一片泥泞的沼泽地，建筑由3000根柱子支撑。1779年教区成立时成为主教座堂，在法国大革命期间该堂遭到破坏，内部在19世纪初修复。
法国大革命]期间它被广泛地污损大教堂，内部在19世纪初修复。1817年升格为总主教座堂。
堂内拥有欧洲最大的错视画（近6000平方米），以及35米长的迷路園（1860-70）。
毗邻的当地历史博物馆，原为方济各会修道院。